# Holmsundet
De Holmsundet is een rivier in Zweden, die door de gemeente Luleå stroomt. Het achtervoegsel sundet verwijst naar het feit dat het in vroeger tijden een kleine zeestraat is geweest. Sund betekent zeestraat en et verkleining. Door de postglaciale opheffing die in het gebied al eeuwen plaatsvindt, is de zeestraat droog komen te liggen, alleen het rivierbekken en een moeras, voorheen de Värgfjord, wijzen nog op haar geschiedenis. Aan de rivier liggen de plaatsen Rutvik en Bensbyn. De Holmsundet is te ondiep voor beroepsvaart, grote delen van het jaar bevroren en ongeveer 23 kilometer lang.